# 奥鲁姆
奥鲁姆是德国下萨克森州的一个市镇。总面积8.38平方公里，总人口583人，其中男性299人，女性284人（2011年12月31日），人口密度70人/平方公里。